# ソファラ (小惑星)
ソファラ (1393 Sofala) は小惑星帯に位置する小惑星。南アフリカ共和国の天文学者シリル・ジャクソンがヨハネスブルグで発見した。
モザンビークの中部にある州、ソファラ州に因んで命名された。